# Conflicto sexual

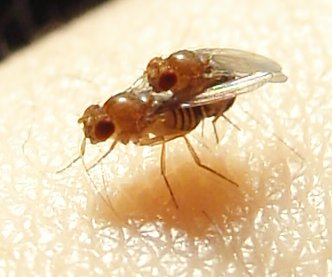
Drosophila melanogaster, pareja apareándose. El macho es el más pequeño que aparece en la parte superior.

El conflicto sexual o antagonismo sexual ocurre cuando dos sexos tienen óptimas aptitudes estratégicas concentradas en la reproducción, particularmente sobre el modo y la frecuencia de la cópula, potencialmente conduciendo a una carrera armamentista evolucionaria entre machos y hembras. Por ejemplo, los machos pueden beneficiarse de los múltiples apareamientos, mientras múltiples apareamientos pueden dañar o lastimar a las hembras, debido a las diferencias anatómicas de esa especie.
El desarrollo de una carrera armamentista evolucionaria puede ser vista en el modelo de selección sexual "chase-away", el cual coloca los conflictos inter-sexuales en el contexto de características secundarias evolucionadas, la exploración sensorial, y resistencia de las hembras. De acuerdo con la selección "chase-away", el continuo conflicto sexual crea un entorno en el que la frecuencia de apareamiento y el desarrollo rasgo sexual secundario masculino están algo en equilibrio con el grado de resistencia de las hembras. Este ha sido estudiado principalmente en animales, pero podría en principio aplicarse a cualquier animal que se reproduzca sexualmente como las plantas y fungi.
El conflicto sexual o antagonismo sexual puede ser de dos formas: 
1. Conflicto sexual interlocus es la interacciòn de los antagónicos alelos uno o más loci en machos y hembras.[4] un ejemplo es un conflicto durante copulas tasas. Los machos frecuentemente tienen una mayor tasa de apareamiento que las hembras, porque en la mayoría de las especies de animales, ellos invierten menos recursos que sus contrapartidas femeninas. Por lo tanto, los machos tienen numerosas adaptaciones para inducir a las hembras a aparearse con ellos. Otro ejemplo bien documentado de conflicto sexual inter-locus es el líquido seminal de Drosophila melanogaster, que regula la tasa de puesta de huevos de las hembras y reduce su deseo de volver a su compañero con otro macho (que sirve el interés del macho), sino que también acorta la vida útil de la hembra reducir su salud.
2. El conflicto sexual intralocus es un tipo de conflicto que representa un tira y afloja entre la selección natural en ambos sexos y la selección sexual en uno de los sexos. Por ejemplo, el color del pico de los pinzones cebra y la ornamentación podrían ser costosos de producir; es importante en la elección de parejas, pero también hace que un individuo sea vulnerable a los depredadores. Los alelos para estas características fenotípicas están en la selección antagónica y este conflicto se resuelve a través de un elaborado dimorfismo sexual, manteniendo así alelos sexualmente antagónicos en la población. La evidencia indica que, dentro de un locus, el conflicto puede ser una limitación importante en la evolución de muchas características.